# Okinawa (Schiff)
Die USS Okinawa (LPH-3) war ein Hubschrauberträger der Iwo Jima-Klasse der United States Navy. Sie war das zweite Schiff, das nach der Schlacht um Okinawa aus dem Zweiten Weltkrieg benannt wurde.

## Technik
Die Länge über alles betrug 184 m, die maximale Breite 31,7 m. Sie verdrängte maximal 18.474 tn. l. bei einem Tiefgang von 7,9 m.
Als Antrieb kamen 2 Babcock-Dampfdruckkessel und eine Westinghouse-Dampfturbine mit Getriebe zum Einsatz. Die Leistung betrug 16.910 kW (22.000 WPS) und ermöglichte eine Geschwindigkeit von 23 Knoten.
Die Besatzung bestand aus 650 Mann, dazu kamen etwa 1.750 US-Marines, die mit ihrer Ausrüstung eingeschifft werden konnten. Im Bedarfsfall konnte die Okinawa im Bordlazarett bis zu 300 Verwundete aufnehmen.
An Bord waren bis zu 36 Hubschrauber des USMC stationiert, zumeist etwa 30 Transporthubschrauber (CH-46 Sea Knight, CH-53 Sea Stallion, UH-1 Iroquois) und einige Angriffshubschrauber (AH-1 Cobra) zur Unterstützung der Landungstruppen.

## Geschichte
Die Kiellegung erfolgte am 1. April 1960 im Philadelphia Naval Shipyard in Philadelphia, Pennsylvania, zum 15. Jahrestags des Beginns der Schlacht um Okinawa. Der Stapellauf fand am 19. August 1961 statt. Am 14. April 1962 wurde die Okinawa bei der US Navy in Dienst gestellt. Die ersten Dienstjahre verbrachte sie in karibischen und europäischen Gewässern, 1967 wurde sie vor die Küste Vietnams verlegt und diente als Basis für Einsätze der Marines.
Am 4. April 1968 war die Okinawa Bergungsschiff für den unbemannten Apollo 6-Testflug. Drei Jahre später, am 7. August 1971, wurde die Apollo 15-Kapsel von Hubschraubern der Okinawa geborgen.
Im April 1975 war die Okinawa während der Operation Frequent Wind an der Evakuierung amerikanischer Staatsbürger aus Saigon beteiligt.
Am 17. Dezember 1992 wurde die Okinawa ausgemustert und aus den Schiffsregistern der Navy gestrichen. Am 6. Juni 2002 wurde sie dann im Rahmen eines Manövers vor der Küste von Südkalifornien durch das U-Boot USS Portsmouth versenkt, nachdem sie in den Tagen zuvor als Ziel für Bomben und Raketen gedient hatte.